# International Tour of Hellas 2024
L'International Tour of Hellas 2024, ventesima edizione della corsa e valido come evento dell'UCI Europe Tour 2024 categoria 2.1, si svolse in quattro tappe più prologo, dal 15 al 19 maggio 2024, su un percorso di 755,5 km, con partenza da Salonicco e arrivo ad Atene, in Grecia. La vittoria fu appannaggio dell'austriaco Riccardo Zoidl, il quale completò il percorso in 17h55'32", alla media di 42,436 km/h, precedendo il connazionale Hermann Pernsteiner e l'italiano Valerio Conti.
Sul traguardo di Atene 103 ciclisti, dei 118 partiti da Salonicco, portarono a termine la competizione.

## Tappe
| Tappa  | Data      | Percorso                                     | km    | Vincitore di tappa | Leader cl. generale |
| ------ | --------- | -------------------------------------------- | ----- | ------------------ | ------------------- |
| Pr.    | 15 maggio | Salonicco > Salonicco cronometro individuale | 6     | Iúri Leitão        | Iúri Leitão         |
| 1ª     | 15 maggio | Salonicco > Paralia                          | 92,4  | Jakub Mareczko     | Iúri Leitão         |
| 2ª     | 16 maggio | Katerini > Karditsa                          | 169,7 | Felix Ritzinger    | Felix Ritzinger     |
| 3ª     | 17 maggio | Karditsa > Karpenisi                         | 158,2 | Riccardo Zoidl     | Riccardo Zoidl      |
| 4ª     | 18 maggio | Spercheiada > Calcide                        | 196,5 | Dylan Hicks        | Riccardo Zoidl      |
| 5ª     | 19 maggio | Atene > Atene                                | 132,5 | Bartosz Rudyk      | Riccardo Zoidl      |
| Totale | Totale    | Totale                                       | 755,5 |                    |                     |

## Squadre e corridori partecipanti
| N.    | Cod. | Squadra                       |
| ----- | ---- | ----------------------------- |
| 1-6   | CJR  | Caja Rural-Seguros RGA        |
| 11-16 | BBH  | Burgos-BH                     |
| 21-26 | COR  | Corratec Vini Fantini         |
| 31-36 | TNN  | Team Novo Nordisk             |
| 41-45 | VBF  | VF Group-Bardiani CSF-Faizanè |
| 51-56 | ARA  | Ara-Skip Capital              |
| 61-66 | ATT  | ATT Investments               |
| 71-76 | BAI  | Bike Aid                      |
| 81-86 | EKA  | Elkov-Kasper                  |
| 91-96 | GLC  | Global 6 United               |

| N.      | Cod. | Squadra                          |
| ------- | ---- | -------------------------------- |
| 101-106 | MSP  | Mazowsze Serce Polski            |
| 111-116 | PHV  | Parkhotel Valkenburg CT          |
| 121-126 | SPC  | Saint Piran                      |
| 131-136 | TIS  | Tarteletto-Isorex                |
| 141-146 | RSW  | Team Felt Felbermayr             |
| 151-156 | VSC  | Victoria Sports Pro Cycling Team |
| 161-165 | VSO  | Vini Monzon-Savini Due-OMZ       |
| 171-176 | XSU  | XSpeed United Continental        |
| 181-186 | GRC  | Grecia                           |
| 191-196 | CYP  | Cipro                            |

## Dettagli delle tappe

### Prologo
- 15 maggio: Salonicco > Salonicco cronometro individuale - 6 km

Risultati
| Pos. | Corridore    | Squadra    | Tempo |
| ---- | ------------ | ---------- | ----- |
| 1    | Iúri Leitão  | Caja Rural | 6'43" |
| 2    | Aaron Gate   | Burgos     | a 4"  |
| 3    | Jakub Otruba | ATT        | a 8"  |

| Pos. | Corridore    | Squadra    | Tempo |
| ---- | ------------ | ---------- | ----- |
| 1    | Iúri Leitão  | Caja Rural | 6'43" |
| 2    | Aaron Gate   | Burgos     | a 4"  |
| 3    | Jakub Otruba | ATT        | a 8"  |

### 1ª tappa
- 15 maggio: Salonicco > Paralia - 92,4 km

Risultati
| Pos. | Corridore       | Squadra    | Tempo    |
| ---- | --------------- | ---------- | -------- |
| 1    | Jakub Mareczko  | Corratec   | 1h57'14" |
| 2    | Iúri Leitão     | Caja Rural | s.t.     |
| 3    | Blake Agnoletto | Ara        | s.t.     |

| Pos. | Corridore    | Squadra    | Tempo    |
| ---- | ------------ | ---------- | -------- |
| 1    | Iúri Leitão  | Caja Rural | 2h03'53" |
| 2    | Aaron Gate   | Burgos     | a 8"     |
| 3    | Jakub Otruba | ATT        | a 12"    |

### 2ª tappa
- 16 maggio: Katerini > Karditsa - 169,7 km

Risultati
| Pos. | Corridore         | Squadra  | Tempo    |
| ---- | ----------------- | -------- | -------- |
| 1    | Felix Ritzinger   | Felt     | 3h53'42" |
| 2    | Samuele Zoccarato | VF Group | s.t.     |
| 3    | Konrad Czabok     | Mazowsze | s.t.     |

| Pos. | Corridore       | Squadra    | Tempo    |
| ---- | --------------- | ---------- | -------- |
| 1    | Felix Ritzinger | Felt       | 5h57'38" |
| 2    | Iúri Leitão     | Caja Rural | a 22"    |
| 3    | Aaron Gate      | Burgos     | a 30"    |

### 3 tappa
- 17 maggio: Karditsa > Karpenisi - 158,2 km

Risultati
| Pos. | Corridore      | Squadra  | Tempo    |
| ---- | -------------- | -------- | -------- |
| 1    | Riccardo Zoidl | Felt     | 4h31'41" |
| 2    | H. Pernsteiner | Felt     | a 34"    |
| 3    | Valerio Conti  | Corratec | a 1'22"  |

| Pos. | Corridore      | Squadra  | Tempo     |
| ---- | -------------- | -------- | --------- |
| 1    | Riccardo Zoidl | Felt     | 10h29'57" |
| 2    | H. Pernsteiner | Felt     | a 46"     |
| 3    | Valerio Conti  | Corratec | a 1'33"   |

### 4ª tappa
- 18 maggio: Spercheiada > Calcide - 196,5 km

Risultati
| Pos. | Corridore     | Squadra     | Tempo    |
| ---- | ------------- | ----------- | -------- |
| 1    | Dylan Hicks   | Saint Piran | 4h37'00" |
| 2    | Bartosz Rudyk | ATT         | s.t.     |
| 3    | Bo Godart     | Tarteletto  | s.t.     |

| Pos. | Corridore      | Squadra  | Tempo     |
| ---- | -------------- | -------- | --------- |
| 1    | Riccardo Zoidl | Felt     | 15h06'57" |
| 2    | H. Pernsteiner | Felt     | a 46"     |
| 3    | Valerio Conti  | Corratec | a 1'33"   |

### 5ª tappa
- 19 maggio: Atene > Atene - 132,5 km

Risultati
| Pos. | Corridore       | Squadra  | Tempo    |
| ---- | --------------- | -------- | -------- |
| 1    | Bartosz Rudyk   | ATT      | 2h48'35" |
| 2    | Luca Colnaghi   | VF Group | s.t.     |
| 3    | Attilio Viviani | Corratec | s.t.     |

| Pos. | Corridore      | Squadra  | Tempo     |
| ---- | -------------- | -------- | --------- |
| 1    | Riccardo Zoidl | Felt     | 17h55'32" |
| 2    | H. Pernsteiner | Felt     | a 46"     |
| 3    | Valerio Conti  | Corratec | a 1'33"   |

## Evoluzione delle classifiche
| Tappa              | Vincitore          | Classifica generale Maglia azzurra | Classifica a punti Maglia rossa | Classifica scalatori Maglia arancione | Classifica giovani Maglia bianca | Classifica a squadre   |
| ------------------ | ------------------ | ---------------------------------- | ------------------------------- | ------------------------------------- | -------------------------------- | ---------------------- |
| Pr.                | Iúri Leitão        | Iúri Leitão                        | Iúri Leitão                     | non assegnata                         | Bogdan Zabelinskiy               | Caja Rural-Seguros RGA |
| 1ª                 | Jakub Mareczko     | Iúri Leitão                        | Iúri Leitão                     | Marcelo Felipe                        | Bogdan Zabelinskiy               | Caja Rural-Seguros RGA |
| 2ª                 | Felix Ritzinger    | Felix Ritzinger                    | Iúri Leitão                     | Filippo Tagliani                      | Bogdan Zabelinskiy               | Team Felt Felbermayr   |
| 3ª                 | Riccardo Zoidl     | Riccardo Zoidl                     | Felix Ritzinger                 | Riccardo Zoidl                        | Tomáš Přidal                     | Burgos-BH              |
| 4ª                 | Dylan Hicks        | Riccardo Zoidl                     | Bartosz Rudyk                   | Anton Schiffer                        | Tomáš Přidal                     | Burgos-BH              |
| 5ª                 | Bartosz Rudyk      | Riccardo Zoidl                     | Bartosz Rudyk                   | Anton Schiffer                        | Tomáš Přidal                     | Burgos-BH              |
| Classifiche finali | Classifiche finali | Riccardo Zoidl                     | Bartosz Rudyk                   | Anton Schiffer                        | Tomáš Přidal                     | Burgos-BH              |

Maglie indossate da altri ciclisti in caso di due o più maglie vinte
- Nella 1ª tappa Aaron Gate ha indossato la maglia rossa al posto di Iúri Leitão.
- Nella 2ª tappa Jakub Mareczko ha indossato la maglia rossa al posto di Iúri Leitão.
- Nella 4ª tappa Filippo Tagliani ha indossato la maglia arancione al posto di Riccardo Zoidl.

### Classifica generale - Maglia azzurra
| Pos. | Corridore         | Squadra    | Tempo     |
| ---- | ----------------- | ---------- | --------- |
| 1    | Riccardo Zoidl    | Felt       | 17h55'32" |
| 2    | H. Pernsteiner    | Felt       | a 46"     |
| 3    | Valerio Conti     | Corratec   | a 1'33"   |
| 4    | Márton Dina       | ATT        | a 1'45"   |
| 5    | Jakub Otruba      | ATT        | a 2'36"   |
| 6    | Mario Aparicio    | Burgos     | a 2'52"   |
| 7    | Tomáš Přidal      | Elkov      | a 3'25"   |
| 8    | Gianni Marchand   | Tarteletto | a 3'43"   |
| 9    | Riccardo Lucca    | VF Group   | a 3'53"   |
| 10   | Sebastian Berwick | Caja Rural | a 3'59"   |

### Classifica a punti - Maglia rossa
| Pos. | Corridore       | Squadra      | Punti |
| ---- | --------------- | ------------ | ----- |
| 1    | Bartosz Rudyk   | ATT          | 53    |
| 2    | Matyáš Kopecký  | Novo Nordisk | 36    |
| 3    | Blake Agnoletto | Ara          | 34    |
| 4    | Bo Godart       | Tarteletto   | 33    |
| 5    | Luca Colnaghi   | VF Group     | 31    |

### Classifica scalatori - Maglia arancione
| Pos. | Corridore            | Squadra     | Punti |
| ---- | -------------------- | ----------- | ----- |
| 1    | Anton Schiffer       | Bike Aid    | 17    |
| 2    | Riccardo Zoidl       | Felt        | 15    |
| 3    | Filippo Tagliani     | Vini Monzon | 14    |
| 4    | Julen Arriola-Bengoa | Caja Rural  | 13    |
| 5    | Hermann Pernsteiner  | Felt        | 13    |

### Classifica giovani - Maglia bianca
| Pos. | Corridore          | Squadra     | Tempo     |
| ---- | ------------------ | ----------- | --------- |
| 1    | Tomáš Přidal       | Elkov       | 17h58'57" |
| 2    | Otto van Zanden    | Parkhotel   | a 2'50"   |
| 3    | Ronan O'Connor     | Global 6    | a 3'46"   |
| 4    | Dylan Humber-Kelly | XSpeed      | a 5'06"   |
| 5    | Tyler Hannay       | Saint Piran | a 6'33"   |